# Comet Interceptor
Comet Interceptor (« Intercepteur de comète »), parfois abrégé en Comet-I, est une mission de l'Agence spatiale européenne dont le lancement est prévu en 2029. Elle a pour objectif d'étudier au cours d'un survol une comète dans son état d'origine ou bien, même si la probabilité est plus faible, un objet provenant d'un autre système solaire. Il s'agit d'une première car, jusque là, toutes les comètes observées par des missions spatiales (Giotto, Rosetta, ...) avaient effectué auparavant plusieurs passages  près du Soleil qui avaient profondément transformé ces objets composés en grande partie de substances volatiles. L'objectif scientifique est de disposer de nouvelles données sur le processus de formation du système solaire et sur les matériaux de la nébuleuse solaire.
La mission Comet Interceptor a été sélectionnée en juin 2019. C'est la première mission dite rapide (classe F) du programme scientifique de l'agence spatiale Cosmic Vision. La sonde spatiale d'une masse inférieure à 1 tonne emporte 10 instruments scientifiques : caméras fonctionnant dans différentes longueurs d'onde, spectromètres, instruments de mesure des champs. Elle comprend deux sous-satellites qui seront largués peu avant le survol pour fournir des données tridimensionnelles de la comète. Comet Interceptor doit être lancée en 2029 avec la mission de classe moyenne (classe M) ARIEL qui pour sa part étudiera les exoplanètes.
La sonde spatiale doit être placée au point de Lagrange L2 en position d'attente. Des moyens d'observation terrestres puissants, comme l'observatoire terrestre Vera Rubin (ex LSST), opérationnel depuis juin 2025, seront utilisés pour identifier une cible et mesurer son orbite suffisamment à l'avance pour que la sonde spatiale puisse se placer sur une trajectoire d'interception avant que l'objet céleste s'approche du Soleil.

## Contexte

### Les comètes: des petits corps ayant préservé le matériau de la nébuleuse originelle
Les comètes sont des  petit corps (diamètre ne dépassant pas quelques dizaines de kilomètres majoritaire moins de 20 kilomètres)  constitués d'un noyau de glace d'eau et de poussière et dont l'orbite autour du Soleil a la forme d'une  ellipse très allongée. Les comètes, dont le périhélie (point de l'orbite le plus proche du Soleil) se situe près du Soleil (quelques Unités Astronomiques), s'échauffent au fur et à mesure qu'elles s'en rapprochent et la glace présente à leur surface se sublime et est expulsée avec la poussière en formant une chevelure longue de plusieurs dizaines de millions de kilomètres de long souvent visible à l’œil nu.
Pour la science les comètes constituent une source d'information particulièrement précieuse. Contrairement aux autres corps du système solaire, du fait de leur petite taille et de leur localisation initiale au-delà de la ligne des glaces  elles n'ont pratiquement subi aucune transformation depuis leur formation au moment de la naissance du système solaire avant leur premier passage près du Soleil. Elles ont donc préservé le matériau d'origine de la nébuleuse à partir de laquelle le Soleil et les planètes se sont formées. De ce fait leur morphologie et leur composition peuvent fournir un éclairage sur la manière dont les particules de la nébuleuse originelle se sont agrégées pour former les planétésimaux. Par ailleurs elles peuvent contribuer à expliquer l'origine de l'eau terrestre et l'apparition du vivant sur notre planète.

### Classification des comètes
A chaque passage près du Soleil la comète perd une partie de son eau. Cette caractéristique conduit à distinguer les comètes actives qui libèrent une grande quantité d'eau à leur passage près de notre astre et les comètes qui le sont moins ou pas du tout car elles ont épuisées leurs ressources en eau lors de survols antérieurs du Soleil. Une sous-catégorie est constituée par les comètes dynamiquement nouvelles (en anglais DNC ou Dynamically New Comet) qui effectuent leur premier passage près du Soleil en deçà de la ligne des glaces et qui sont donc potentiellement vierge de toute altération depuis leur formation à la naissance du système solaire.
L'aphélie des comètes (point de leur orbite le plus éloigné du Soleil) se situe principalement dans deux régions du système solaire : le système solaire externe où circule les planètes géantes (Jupiter, Saturne, Uranus et Neptune) à une distance du Soleil comprise entre 5 et 30 Unités Astronomiques (U.A.) et le nuage d'Oort situé aux confins du système solaire entre 2 000 et 50 000 (voire 200 000) U.A. du Soleil. Les comètes sont classifiées en fonction de la taille de leur orbite. On oppose les comètes à courte période  qui parcourent leur orbite en moins de 200 ans (avec deux sous-familles : les comètes de la famille de Jupiter caractérisées par une période orbitale inférieure à 20 ans et les comètes de la famille de Halley) et les  comètes à longue période qui proviennent du nuage d'Oort ,.
Courant 2022 les astronomes avaient identifié 440 comètes à courte période ayant effectué au moins deux passages près du Soleil. On découvre  en moyenne 40 nouvelles comètes à courte période chaque année. Mais pratiquement toutes les comètes à courte période actives ont été recensées et les nouvelles découvertes portent sur des comètes largement transformées par leurs passages à proximité du Soleil. Par contre les 3000 comètes à longue période  observées sont pour beaucoup d'entre elles actives. Elles n'ont fait qu'un seul passage dans le système solaire interne et ont donc été peu altérées par le Soleil et conservent leurs caractéristiques d'origine.

### Historique des observations in situ par des missions spatiales
| Mission                 | Agence   | Comète                      | Date |
| ----------------------- | -------- | --------------------------- | ---- |
| ICE                     | NASA/ESA | Giacobini-Zinner            | 1985 |
| Vega 1 et 2             | URSS     | Halley                      | 1986 |
| Giotto (sonde spatiale) | ESA      | Halley                      | 1986 |
| Sakigake et Suisei      | ISAS     | Halley                      | 1986 |
| Deep Space 1            | NASA     | Braille                     | 1999 |
| Deep Space 1            | NASA     | Borrelly                    | 2001 |
| Stardust                | NASA     | Wild 2                      | 2004 |
| Stardust                | NASA     | Tempel 1                    | 2011 |
| Deep Impact             | NASA     | Tempel 1                    | 2005 |
| Deep Impact             | NASA     | Hartley 2                   | 2010 |
| Rosetta                 | ESA      | Tchourioumov- Guérassimenko | 2014 |

L'acquisition de données scientifiques sur les comètes ne peut se faire à distance pour une grande partie d'entre elles. En effet la taille du noyau cométaire très réduite (diamètre généralement inférieur à 20 kilomètres) et la présence d'une chevelure ne permettent pas de collecter des données suffisamment précises à l'aide de télescopes. Il est donc nécessaire d'envoyer des engins spatiaux à leur rencontre. Ce type de mission spatiale doit surmonter deux difficultés. L'orbite d'une comète très elliptique leur confère une vitesse très élevée à proximité du Soleil ce qui rend très difficile la synchronisation de l'orbite de l'engin spatial et de la comète. Pour cette raison toutes les missions, hormis Rosetta qui s'est placé en orbite autour d'une comète relativement lente car à très courte période, ont effectué un simple survol. Les observations effectuées lors du survol très court du fait d'une vitesse relative qui atteint plusieurs dizaines de kilomètres par seconde. Par ailleurs la comète est entourée d'un nuage de particules animés d'une très grande vitesse qui malgré leur petite taille peut endommager l'engin spatial et ses instruments.
Courant 2024 dix missions spatiales ont survolé une comète et deux de ces dernières ont été survolées à plus d'une reprise. Plusieurs de ces missions ont effectué des percées scientifiques notables. La sonde  Giotto (sonde spatiale) de l'Agence spatiale européenne, qui a survolé la comète de Halley en 1986 à une vitesse relative proche de 70 km/s, est la première à fournir une image d'un noyau de comète. La mission Stardust de l'agence spatiale américaine, la NASA, a traversé en 2004 la chevelure de la comète 81P/Wild 2 et ramené sur Terre des échantillons de celle-ci permettant une analyse poussée de leur composition. la sonde spatiale de la NASA  Deep Impact a survolé en 2005 la comète 9P/Tempel 1 en éjectant un impacteur de 370 kilogrammes qui a percuté sa surface à une vitesse de 10 km/s et a créé un cratère de 300 mètres de diamètre et de 30 mètres de profondeur permettant d'observer les couches profondes d'un noyau cométaire. Enfin la sonde spatiale européenne Rosetta s'est placé en orbite autour de  67P/Tchourioumov-Guérassimenko en 2014 (une première toutes les autres rencontres étaient de brefs survols) permettant pour la première fois d'observer l'éveil de l'activité cométaire au fur et à mesure de son approche du Soleil et d'étudier de manière détaillée la morphologie du noyau, le processus de sublimation et la composition de la surface du noyau cométaire et de la chevelure.

### Des missions passées qui ne répondent que partiellement aux questions scientifiques
Mais, pour des raisons pratiques (détaillées plus loin), toutes les observations des missions spatiales passées ont porté sur des comètes de courte période qui se sont approchées du Soleil à de nombreuses reprises. Lors de ces survols de l'astre, la composition chimique de leur surface et leur morphologie ont été modifiées et le noyau a été progressivement recouvert par d'épaisses couches de poussière. Même la comète de Halley, pourtant caractérisée par une activité supérieure d'un ordre de grandeur à celle de toutes les autres comètes visitéesa sans doute déjà survolé le Soleil plusieurs milliers de fois et a été de ce fait profondément modifié. Du fait de ces altérations les données collectées par les missions spatiales ne fournissent pas les indices attendus sur la formation du système solaire, le rôle du bombardement cométaire dans l'inventaire des volatiles présents sur Terre et le rôle des matériaux cométaires dans l'apparition de la vie sur notre planète.

### Le rôle clé de l'observation des comètes à longue période dans la détermination des caractéristiques originelles d'une comète
Les comètes à longue période qui peuvent être observées ne sont qu'un tout petit sous-ensemble des comètes de ce type en raison du temps qu'elles passent à parcourir leur orbite (jusqu'à plusieurs millions d'années) et parce que leur perihélie est souvent situé au-delà de limite des glaces ce qui ne permet pas de les détecter (taille réduite du noyau et absence de sublimation et donc de chevelure). Des simulations numériques démontrent que 90% des comètes ayant un aphélie situé à plus de 20 000 Unités Astronomiques qui sont observées effectuent pour la première fois un passage près du Soleil en deçà de la limite des glaces.
Seules l'observation des comètes à longue période peuvent répondre aux questions scientifiques car la majorité d'entre elles ayant effectué peu de passage près du Soleil (sinon aucun), elles ont préservé leurs caractéristiques d'origine. Mais elles n'ont jusque là jamais été l'objectif d'une mission spatiale car elles ne sont généralement découvertes que quelques mois (exceptionnellement quelques années) avant leur arrivée près du Soleil. Cela constitue un délai trop court pour planifier une mission spatiale ayant pour objectif de les survoler.

## Objectifs
Les instruments de la mission doivent mesurer la composition de la surface du noyau cométaire d'une comète à longue période, sa forme, sa structure ainsi que la composition de sa chevelure. L'objectif scientifique de la mission est d'étudier les caractéristiques d'une comète ou d'un objet interstellaire n'ayant jamais approché le Soleil et dont les caractéristiques sont donc similaires à celles de leur origine qui remonte à la formation du système solaire. Les comètes à longue période qui généralement n'ont pas été altérées de manière significative par le Soleil n'ont jamais été étudiées par des missions spatiales et les seules images dont on dispose ont été réalisées à l'aide de télescopes terrestres. Compte tenu de la taille très faible du noyau et de la présence de la chevelure, leur forme et leur structure n'est connue que de manière très grossière. Les données recueillies par la mission Comet Interceptor mettront en évidence les différences avec les comètes à courte période qui ont largement été altérées par leurs survols répétés du Soleil. L'identification de ces différences sont importantes pour notre compréhension de la formation du système solaire qui repose par défaut sur l'observation des comètes à courte période. L'observation d'une comète de ce type donnera également des informations sur le nuage de Oort dont elle  provient et qui ne peut pas être observé à l'aide de télescopes du fait de sa distance et de la faible luminosité des objets qui le composent.
Depuis plusieurs décennies, la communauté scientifique a émis l'hypothèse que l'eau présente sur Terre avait été apporté par des comètes mais cette hypothèse a été remise en question par la mission Rosetta qui a mesuré un ratio de l'isotope deutérium/hydrogène différent de celui mesuré sur Terre. Par ailleurs la mission Rosetta a détecté  de nombreuses molécules organiques qui jouent un rôle crucial dans le développement de la vie. La sonde spatiale a notamment identifié l'acide animé glycine, que l'on trouve généralement dans le protéines, et le phosphore qui est un composant clé de l'ADN et des membranes des cellules. Comet Interceptor doit déterminer quelles sont les molécules organiques et autres éléments chimiques jouant un rôle dans la formation de la vie sont présents et mesurer les rations des différents isotopes afin de contribuer à déterminer le rôle des comètes dans l'apparition de la vie sur Terre. Un objectif secondaire est l'étude du vent solaire en plusieurs endroits dans les phases antérieures et postérieures au survol de la comète.
| Exigence de niveau 0                                                     | Exigences de niveau 1 |
| ------------------------------------------------------------------------ | --- |
| Mesurer la forme, la taille et la vitesse de rotation du noyau cométaire | Mesurer la taille et la forme de la portion éclairée du noyau cométaire avec une résolution inférieure à 60 mètres.                                             |
| Mesurer la forme, la taille et la vitesse de rotation du noyau cométaire | Mesurer la taille et la forme de la portion non éclairée du noyau cométaire avec une résolution inférieure à 600 mètres.                                        |
| Mesurer la forme, la taille et la vitesse de rotation du noyau cométaire | Faire un inventaire (position) des rochers dont la taille est supérieure au décamètre situés à proximité du noyau cométaire sans être au contact de sa surface. |
| Mesurer la forme, la taille et la vitesse de rotation du noyau cométaire | Déterminer la vitesse de rotation et l'orientation du moment angulaire du noyau cométaire avec une précision inférieure à 1%.                                   |
| Identifier la morphologie du noyau cométaire                             | Identifier et caractériser les structures présentes dans la partie éclairée de la surface du noyau cométaire avec une résolution inférieure à 20 mètres.        |
| Identifier la morphologie du noyau cométaire                             | Identifier et caractériser les structures présentes dans la partie non éclairée de la surface avec une résolution inférieure à 300 mètres.                      |
| Identifier la morphologie du noyau cométaire                             | Déterminer a courbe de phase du noyau cométaire en mesurant l'albédo géométrique sous au moins cinq angles de phase.                                            |
| Identifier la morphologie du noyau cométaire                             | Déterminer la rugosité de la surface en effectuant des mesures de polarisation.                                                                                 |
| Caractériser la composition de la surface du noyau cométaire             | Déterminer la couleur du noyau cométaire et ses variations dans le domaine de la lumière visible.                                                               |
| Caractériser la composition de la surface du noyau cométaire             | Déterminer les caractéristiques spectrales et thermiques de la surface.                                                                                         |

| Exigence de niveau 0 | Exigences de niveau 1 |
| --- | --- |
| Caractériser et cartographier les particules neutre de la chevelure et déterminer toutes les structures locales et leurs connexions avec le noyau cométaire. | Cartographier les volatiles dont H2O, CO et CO2 avec une précision de 300 mètres. |
| Caractériser et cartographier les particules neutre de la chevelure et déterminer toutes les structures locales et leurs connexions avec le noyau cométaire. | Déterminer les densités relatives et absolues des volatiles (notamment H2O, CO et CO2) durant toute la phase de survol. |
| Caractériser et cartographier les particules neutre de la chevelure et déterminer toutes les structures locales et leurs connexions avec le noyau cométaire. | Détecter les éléments chimiques (par exemple O2) et leurs sources potentielles. |
| Caractériser et cartographier les particules neutre de la chevelure et déterminer toutes les structures locales et leurs connexions avec le noyau cométaire. | Observer la raie d'hydrogène Lyman-alpha de la chevelure de la comète. |
| Caractériser et cartographier les particules neutre de la chevelure et déterminer toutes les structures locales et leurs connexions avec le noyau cométaire. | Déterminer l'activité des gaz à grande échelle dans la chevelure, sa morphologie et sa variabilité. |
| Mesurer la composition isotopique de la chevelure cométaire.                                                                                                 | Mesurer le ration Deutérium/Hydrogène et O18/O16 dans l'eau présente dans la chevelure. |
| Mesurer la composition isotopique de la chevelure cométaire.                                                                                                 | Mesurer les ratios d'isotopes d'autres éléments chimiques comme S34/S32 et C13/C12. |
| Caractériser la structure du nuage de poussière de la chevelure cométaire et déterminer ses connexions avec le noyau cométaire.                              | Déterminer l'activité à grande échelle |
| Caractériser la structure du nuage de poussière de la chevelure cométaire et déterminer ses connexions avec le noyau cométaire.                              | Déterminer la distribution de la luminosité des particules de poussière dans le but de potentiellement mettre en évident des distributions des particules non régie par la loi 1/r² du fait des processus d'accélération, sublimation et ou fragmentation. |
| Caractériser la structure du nuage de poussière de la chevelure cométaire et déterminer ses connexions avec le noyau cométaire.                              | Identifier les émissions de poussière à la surface du noyau cométaire et leurs variations en mesurant la lumière réfléchie à proximité du noyau cométaire.                                                                                                 |
| Caractériser la structure du nuage de poussière de la chevelure cométaire et déterminer ses connexions avec le noyau cométaire.                              | Déterminer l'existence ou non de structures de particules de poussière dans la chevelure cométaire. |
| Mesurer les caractéristiques des poussières dont la réflectance et la polarisation. Déterminer les flux de poussière.                                        | Mesure la masse et la fluence des poussière d'un diamètre compris entre 1 et 200 microns si possible en effectuant des mesures en de multiples points. |
| Mesurer les caractéristiques des poussières dont la réflectance et la polarisation. Déterminer les flux de poussière.                                        | Recherche l'existence de particules d'un diamètre de l'ordre du centimètre ou du décimètre (boule de neige ou fragment de comètes) et si elles existent mesurer leurs caractéristiques.                                                                    |
| Mesurer les caractéristiques des poussières dont la réflectance et la polarisation. Déterminer les flux de poussière.                                        | Déterminer les différentes catégories de particules de poussière de la chevelure cométaire. |
| Mesurer les caractéristiques des poussières dont la réflectance et la polarisation. Déterminer les flux de poussière.                                        | Mesurer la réflectance et les caractéristiques polarimétriques des particules de poussière dans les longueurs d'onde du spectre visible. |
| Mesurer les mouvements des ions et d'autres éléments de la chevelure incluant les poussières et les gaz.                                                     | Cartographier les ions présents dans la chevelure de la comète à l'aide de la caméra grande angle. |
| Mesurer les mouvements des ions et d'autres éléments de la chevelure incluant les poussières et les gaz.                                                     | Déterminer ou non l'existence de signature de plasma lié à des formations observées à l'aide de la caméra grand angle. |
| Déterminer les caractéristiques du plasma autour du noyau cométaire, déterminer ses limites et mesurer les transferts d'énergie, de masse et de moment.      | Déterminer l'environnement ionique, électrique, magnétique, en particules neutres autour de la comète. |
| Déterminer les caractéristiques du plasma autour du noyau cométaire, déterminer ses limites et mesurer les transferts d'énergie, de masse et de moment.      | Identifier et quantifier le couplage entre les particules neutres, la poussière et le plasma y compris l'ionisation de la poussière. |
| Déterminer les caractéristiques du plasma autour du noyau cométaire, déterminer ses limites et mesurer les transferts d'énergie, de masse et de moment.      | Identifier les structures et les limites du plasma et caractériser là dans la mesure du possible avec des mesures effectuer en de multiples points. |
| Déterminer les caractéristiques du plasma autour du noyau cométaire, déterminer ses limites et mesurer les transferts d'énergie, de masse et de moment.      | Caractériser l'environnement des ondes de plasma (longueur d'onde > 2 kilomètres) pour définir les contraintes de transfert d'énergie et de moment au sein de la chevelure.                                                                                |

## Architecture de la mission Comet Interceptor

### Détection de la comète cible

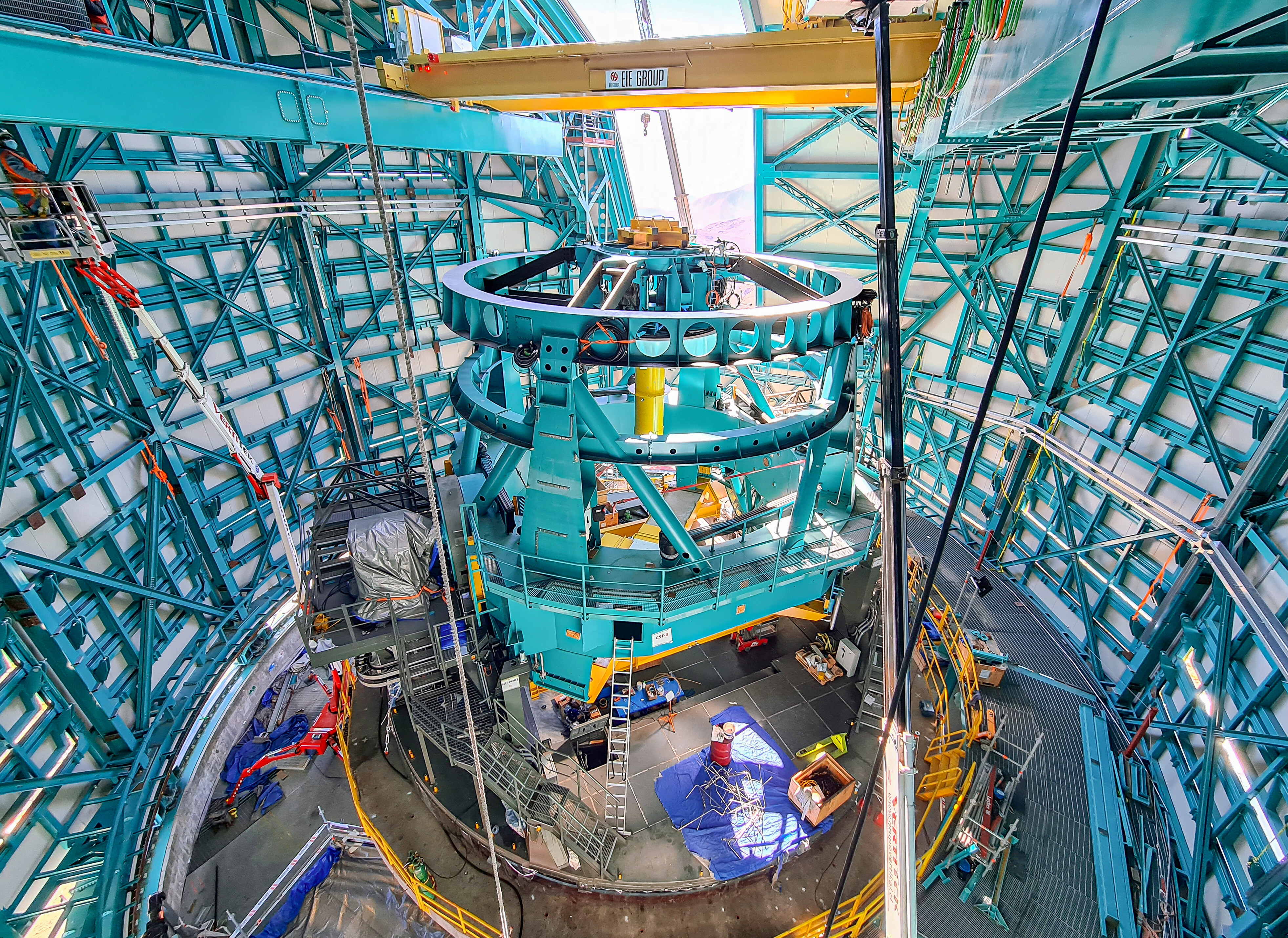
L'observatoire Vera Rubin joue un rôle central dans la sélection de la comète cible de la mission.

Survoler une comète à longue période n'ayant jamais approché le Soleil est un objectif difficile car celle-ci n'est découverte que lorsqu'elle s'approche de l'astre ce qui laisse peu de temps pour préparer et lancer la mission. La seule méthode permettant de survoler une comète ou un objet interstellaire (comme 1I/ʻOumuamua observé en 2017)  avant son premier  passage près du Soleil (passage sans doute unique dans le cas d'un objet interstellaire) est de détecter celui-ci suffisamment tôt pour pouvoir lancer une sonde spatiale sur une trajectoire d'interception. Jusqu'à récemment la découverte de nouvelles comètes était réalisée très peu de temps avant son passage près du Soleil (de quelques mois à  un an) ce qui ne permettait pas de préparer une mission d'interception. Des programmes récents d'observation systématique du ciel entier, comme Pan-STARRS, ATLAS, ont permis d'effectuer parfois des détections plus précoces. Ainsi la comète  à période longue C/2017 K2 a  été détectée par Pan-STARRS  en 2017 alors qu'elle se trouvait encore au delà de l'orbite de Saturne et qu'elle ne devait passer près du Soleil qu'en 2022. Mais c'est surtout l'observatoire terrestre Vera Rubin, qui doit être inauguré au Chili en 2025, qui permettra de détecter l'arrivée de nouvelles comètes beaucoup plus tôt (détection au moins 5 ans avant le passage près du Soleil).
L'observatoire terrestre Vera Rubin, qui doit entrer en opérations en 2025, est un télescope terrestre situé au Chili conçu pour effectuer un inventaire détaillé des objets célestes notamment des corps mineurs (astéroïdes et comètes) du système solaire. Il joue un rôle primordial dans la mission. Ce télescope de très grand taille, dont le miroir primaire a un diamètre de 8,4 mètres, est doté d'un champ d'observation exceptionnellement large (3,5 degrés de diamètre, soit 49 fois la surface apparente de la Lune dont le diamètre apparent est de 0,5 degré) et d'un détecteur de très grande dimension (3000 mégapixels)  qui lui permet  de photographier l'ensemble du ciel austral (18 000 degrés carrés) en un peu plus de trois jours. Sa sensibilité lui permet  de fournir des images d'objets dont la magnitude apparente est inférieure ou égale à 24. Sa résolution spatiale est de 0,2 seconde d'arc. Le mode d'observation (temps d'exposition de 15 secondes) est optimisé pour détecter les phénomènes transitoires (variation de luminosité ou changement de position) ce qui est notamment idéal pour la détection des comètes. Cet instrument devrait permettre d'accroitre les probabilités de découvertes précoces de nouveaux corps cométaires à longue période qui sont aujourd'hui détectés trop tard pour permettre à la sonde spatiale de les survoler.

### Pré positionnement de la sonde spatiale au point de  Lagrange L2

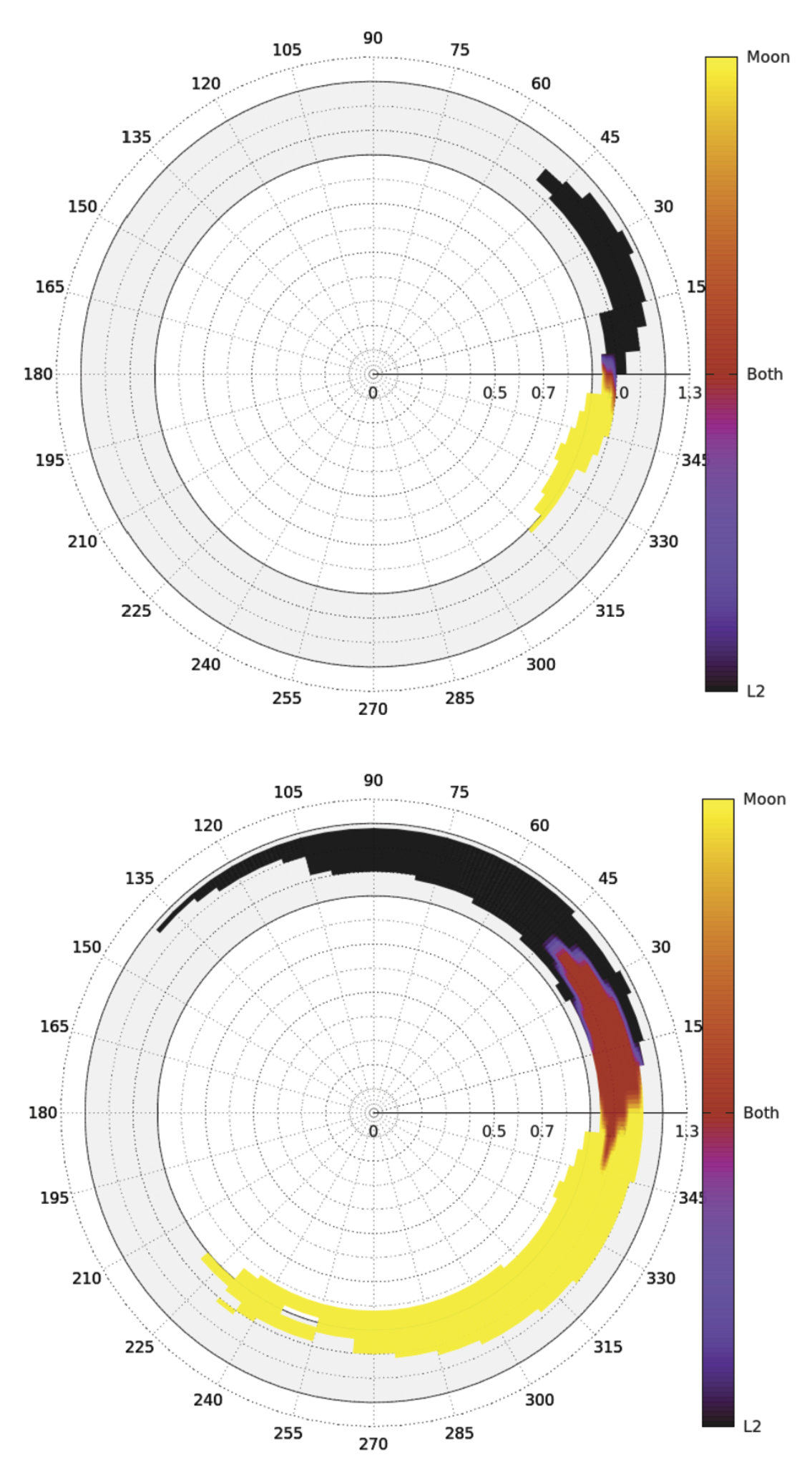
Schéma 1 : Zones d'interception accessibles depuis le point de Lagrange L2 avec un temps de temps de transit de 1 an (schéma haut) et de 3 ans et un delta-V maximum de 750 m/s. En noir avec une assistance gravitationnelle de la Lune, en jaune sans ce type de manoeuvre. La ligne horizontale relie le Soleil et la Terre (distance indiquée en Unité Astronomique).

Pour réduire le délai entre la détection d'une comète répondant aux objectifs de la mission et l'envoi de la mission, la sonde spatiale sera placée au point de Lagrange L2 du système Terre/Soleil prête à être lancée sur une trajectoire d'interception, une fois l'orbite de la cible mesurée avec précision. L2 est une  position d'attente à la fois proche de la Terre et située hors du puits gravitationnel de la Terre.

### Probabilité de survenue d'une comète à longue période répondant au cahier des charges
La comète sélectionnée doit répondre à une série de contraintes : 
- Pour réduire la complexité et le cout de la mission, le survol de la comète doit se dérouler à moins de deux Unités Astronomiques du Soleil et moins de 5,5 ans après le lancement de la sonde spatiale (la durée de vie de celle-ci a un impact sur le cout).
- L'interception doit pouvoir se faire avec une quantité d'ergols permettant une modification maximale de vitesse inférieure à 600 m/s ou 1000 m/s selon certains documents du projet. En effet la quantité d'ergols emportée est limitée pour ne pas accroitre la masse de la sonde spatiale et donc son cout de lancement.
- Les comètes à longue période ont généralement une inclinaison orbitale non nulle qui coïncide quasiment jamais avec le plan de l'écliptique. Mais pour limiter la quantité d'ergols consommée par les manœuvres d'interception de la comète, le survol ne peut s'effectuer qu'à proximité du plan de l'écliptique dans lequel circule la sonde spatiale. L'interception ne peut dont s'effectuer que dans deux petites régions circonscrites autour des deux intersections entre l'orbite de la comète et le plan de l'écliptique (nœuds ascendant et descendant).

Une analyse statistique des orbites de 1699 comètes à longue période connues, dont le périhélie était situé à moins de deux Unités Astronomiques du Soleil, a été effectuée pour déterminer la probabilité qu'une comète répondant à ces critères survienne au cours des 5,5 premières années de la mission. Compte tenu des capacités de manœuvres limitées de la sonde spatiale, l'interception ne peut avoir lieu que si la comète coupe le plan de l'écliptique dans une région limitée de l'espace (cf Schéma 1) : la distance du Soleil est approximativement comprise entre 0,85 et 1,35 Unités Astronomique et elle doit se situer du bon côté du Soleil. Sachant qu'en moyenne 14 nouvelles comètes à longue période sont détectées chaque année mais que sur la décennie 2010-2020 seules 3 trois d'entre elles ont coupé le plan de l'écliptique à une distance acceptable du Soleil, la valeur médiane du temps d'attente au point de Lagrange L2 serait comprise selon cette simulation entre 1 et 2 ans et dans seulement 5% des cas le temps d'attente dépasserait 4 ans. La valeur médiane du temps de transfert entre le point de Lagrange et le survol serait de 1,5 à 2,5 ans. En cumulant ce temps de transfert et le délai avant la détection d'une cible convenable, la probabilité qu'un survol d'une cible convenable se produise moins de 5,5 ans après le lancement de la sonde spatiale est de 90%,.

### Solution de secours en cas de non détection d'une comète aux caractéristiques appropriées
Au cas ou aucune comète répondant aux critères de la mission n'aurait pu être identifiée au bout de 5,5 ans, un plan de secours a été défini. Trois comètes déjà connues pouvant être survolées compte tenu des capacités propulsives de la sonde spatiale ont été pré-sélectionnées : 5P/Finlay, 289P/Blanpain et 300P/Catalina.

### Transfert de la sonde spatiale vers le point d'interception
Compte tenu des contraintes sur la capacité de manœuvre de la sonde spatiale, le survol de la comète est effectuée lorsque son orbite coupe l'écliptique du système solaire. Pour rejoindre ce point d'interception, deux stratégies sont possibles au départ du point de Lagrange L2. Le transfert direct de la sonde spatiale sur l'orbite héliocentrique devant aboutir au survol ou le recours préalable à l'assistance gravitationnelle de la Lune qui permet de modifier la vitesse orbitale de 1 à 1,5 kilomètres/seconde dans la direction opposée au déplacement de la Terre. Le choix d'une stratégie dépend de la distance du Soleil au moment du survol, de la phase du point d'interception (devant ou derrière la Terre) et joue sur le temps de transfert et la quantité d'ergols consommés.

### Déroulement du survol
La phase de survol débute 60 jours avant le passage au plus près de la comète. Les positions de la comète et de la sonde spatiale sont mesurées de manière de plus en plus précises à l'aide de télescopes terrestres (position de la comète), de l'analyse du signal radio émis par Comet Interceptor et reçu par les antennes paraboliques de l'ESTRACK et surtout à l'aide des images prises par les caméras de navigation de la sonde spatiale. Au fur et a mesure que les données s'affinent des corrections de trajectoire sont programmées avec une périodicité d'environ 12 heures (temps nécessaire pour réceptionner les images prises par les caméras de la sonde spatiale, leur traitement, la détermination de la prochaine manoeuvre et la transmission des commandes correspondantes).

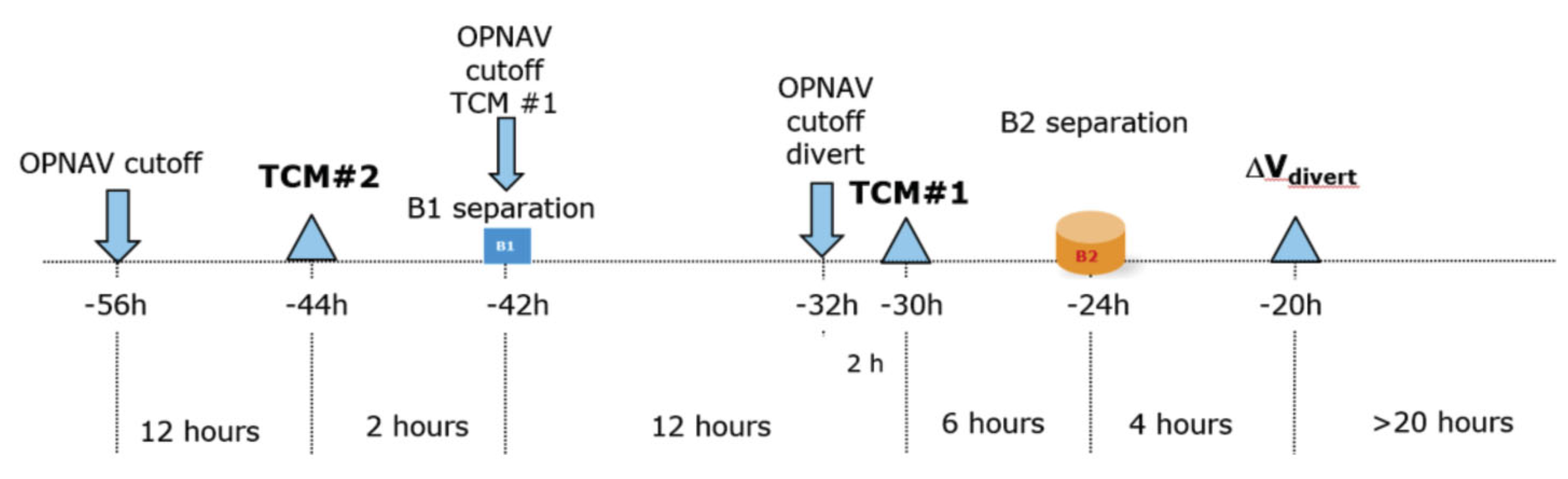
Schéma 2 : Déroulement des opérations avant le survol de la comète de -56 à -20 heures.

La sonde spatiale emporte deux sous-satellites (B1 et B2) équipés d'instruments qui se détachent du vaisseau mère (A) pour effectuer des mesures à indépendantes permettant de dispose d'une image tri-dimensionnelles de certaines caractéristiques de la comète (par exemple les interactions entre le vent solaire et la comète). 44 heures avant le survol la sonde spatiale effectue une manœuvre destinée à faire passer la trajectoire du sous-satellite B1 à 850 kilomètres de la comète et ce dernier est largué deux heures plus tard (Schéma 2). 30 heures avant le survol la sonde spatiale effectuée une nouvelle manœuvre destinée faire passer la trajectoire du sous-satellite B2 à 400 kilomètres de la comète et ce dernier est largué quatre heures plus tard. Enfin une dernière manœuvre 20 heures avant le survol modifie la trajectoire de la sonde spatiale de manière à la faire passer à 1000 kilomètres de la comète(Schéma 3).
Le survol s'effectue à une vitesse relative comprise entre 10 et 80 kilomètres par seconde avec une valeur médiane de 60 kilomètres par seconde. Le fait que 60% des comètes ont une orbite rétrograde explique cette valeur très importante. Une vitesse de survol élevée limite le volume de données recueillies mais l'exclusion des comètes imposant une vitesse de survol supérieure à 60 km/s élimine 33% des comètes répondant aux autres critères de sélection (8,5 % si on élimine les survols à plus de 70 km/s). Un critère de sélection supplémentaire est l'angle d'éclairage de la comète par le Soleil. Le choix d'un angle d'éclairage de 45 degrés de part et d'autre du zénith élimine 7,5% des comètes éligibles.

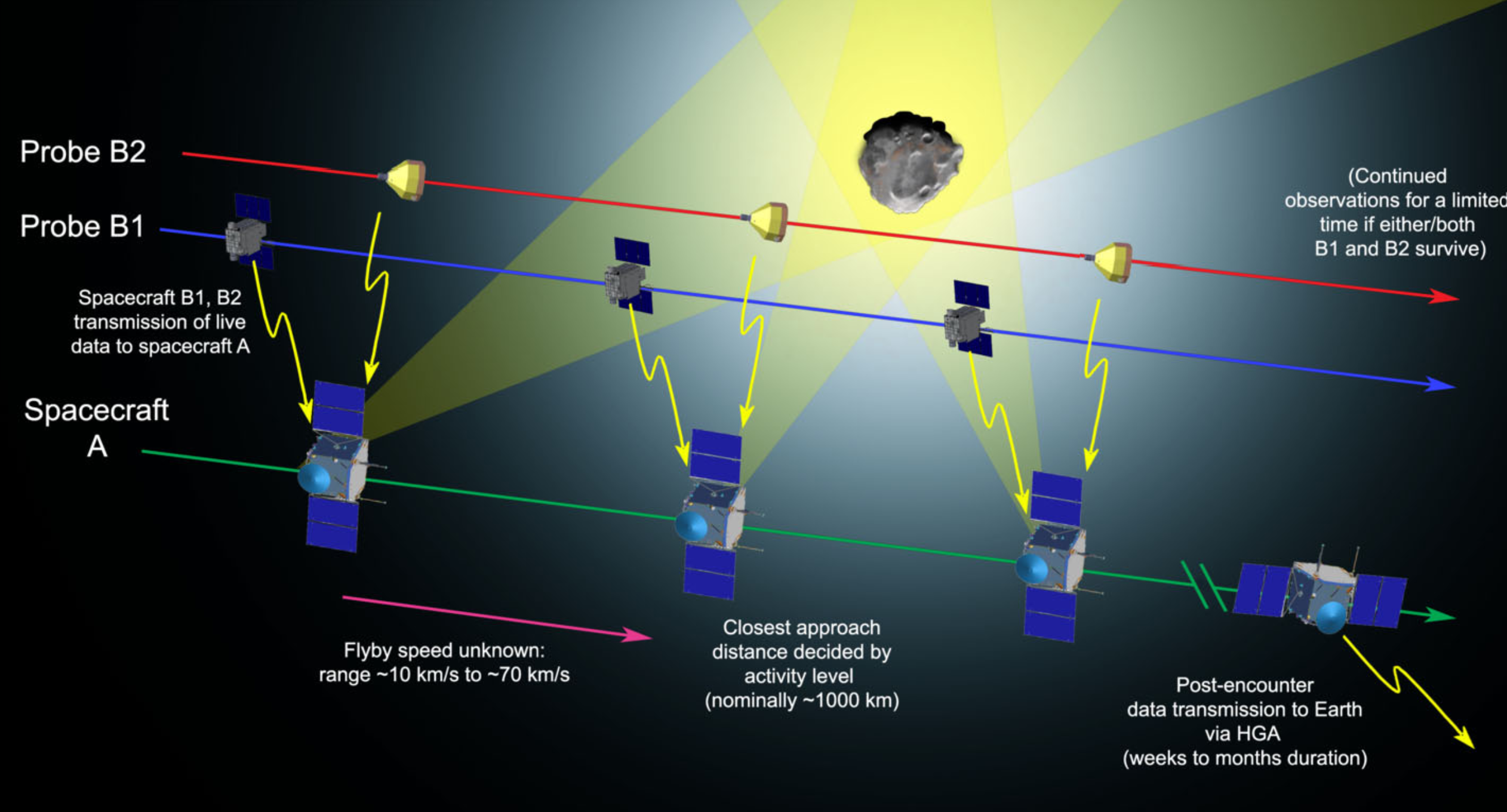
Schéma 3 : Déroulement du survol.

13 heures avant le survol, la navigation, le pilotage et le contrôle d'attitude sont complètement déléguées à la sonde spatiale qui est désormais complètement autonome (plus d'intervention possible du centre de contrôle). Le vaisseau mère de Comet Interceptor passe au plus près de la comète avec ses panneaux solaires tournés vers le Soleil. Les boucliers anti-poussière, qui couvrent une des faces de la sonde spatiale et une des tranches des panneaux solaire, font face au vecteur de la vitesse relative de la sonde spatiale par rapport à la comète (défini comme la différence entre la vitesse héliocentrique de la comète et celle de la sonde spatiale au moment du passage au plus près du noyau cométaire)Schéma 3. Les deux caméras  principales de la sonde spatiale - CoCa et MIRMIS - disposent de miroirs rotatifs qui permettent maintenir leur pointage en direction du noyau durant le survol sans avoir à modifier l'orientation de la plateforme

## Historique du projet
Le projet de mission Comet Interceptor est soumis à l'Agence spatiale européenne (ESA) en mars 2019 en réponse à un appel à propositions lancé par l'ESA qui souhaitait sélectionner la première mission dite rapide (de classe F pour l'anglais fast) de son programme scientifique  Cosmic Vision. Les missions de cette catégorie ont une durée du développement inférieure à 8 ans et une masse inférieure à 1000 kg. La proposition est sélectionnée en juin 2019 et rentre à cette date dans une phase d'étude détaillée. A l'issue de la phase d'étude de faisabilité le développement de la mission est confirmé par le comité du programme scientifique de Agence spatiale européenne le 8 juin 2022. La société allemande OHB est sélectionnée en décembre 2019 pour la construction de la sonde spatiale.

## Caractéristiques techniques
La sonde spatiale d'une masse inférieure à 975  kg ergols compris mais sans l'adaptateur. Elle est composée de trois sous-ensembles qui resteront solidaires jusqu'à deux jours du survol de la comète : ce sont le vaisseau mère (A) développé par l'Agence spatiale européenne) et deux sous-satellites B1 (développé par l'agence spatiale japonaise) et B2 (développée par l'Agence spatiale européenne) dont la masse est de l'ordre de 35 kg. Les contraintes sont que doit satisfaire la sonde spatiale sont les suivantes : sa durée de vie est de 6 ans, il circule à une distance de la Terre comprise entre 1 et 2 Unités Astronomiques (impact sur la conception du système de contrôle thermique et du système de télécommunications), il doit être capable de survivre à un environnement de poussière aux caractéristiques variables et enfin  transfert des données scientifiques est réalisé  après le survol. Par ailleurs le cout et délai de développement réduits propres aux missions de type F nécessitent le recours à des solutions techniques existantes déjà qualifiées en vol,.

### Vaisseau mère
Le vaisseau-mère est le seul à disposer d'un système de propulsion et de communications à longue distance et à pouvoir survivre de manière autonome sur la durée de la mission. De forme cubique ses dimensions en position repliée (sous la coiffe du lanceur spatial) sont de 1,6 x 1,6 x 1,5 mètres. Il est  stabilisé 3 axes et son système de guidage, navigation et contrôle inclut différents capteurs (capteur solaire, viseur d'étoiles, caméra de navigation) et actionneurs (roues de réaction) Il utilise une propulsion chimique permettant de modifier la vitesse de sa trajectoire au minimum de 600 m/s (la quantité d'ergols pourra être augmentée si les performances de la fusée Ariane 62 sont supérieures à celles prévues). Son énergie est fournie par deux panneaux solaires déployés en orbite. Le système de télécommunications utilise la bande X pour les échanges avec la Terre (antenne parabolique grand gain) et en bande S pour les liaisons avec les sous-satellites. Le contrôle thermique est passif. La sonde spatiale est équipée d'un bouclier qui la protège des poussières durant le survol de la comète.

### Sous-satellite B1
Le sous-satellite B1 a une forme cubique et est stabilisé 3 axes grâce à un système de contrôle d'attitude, de navigation et de guidage. L'énergie électrique est fournie par des panneaux solaires déployés en orbite. Un bouclier thermique le protège des poussières durant le survol. Les données scientifiques recueillies sont transférées au vaisseau mère pour leur envoi vers la Terre.

### Sous-satellite B2
Le sous-satellite B2 a une forme non symétrique et est stabilisé par rotation. L'énergie électrique est fournie par une batterie qui lui permet de fonctionner durant 30 heures. Un bouclier thermique le protège des poussières durant le survol. Les données scientifiques recueillies sont transférées au vaisseau mère pour leur envoi vers la Terre.

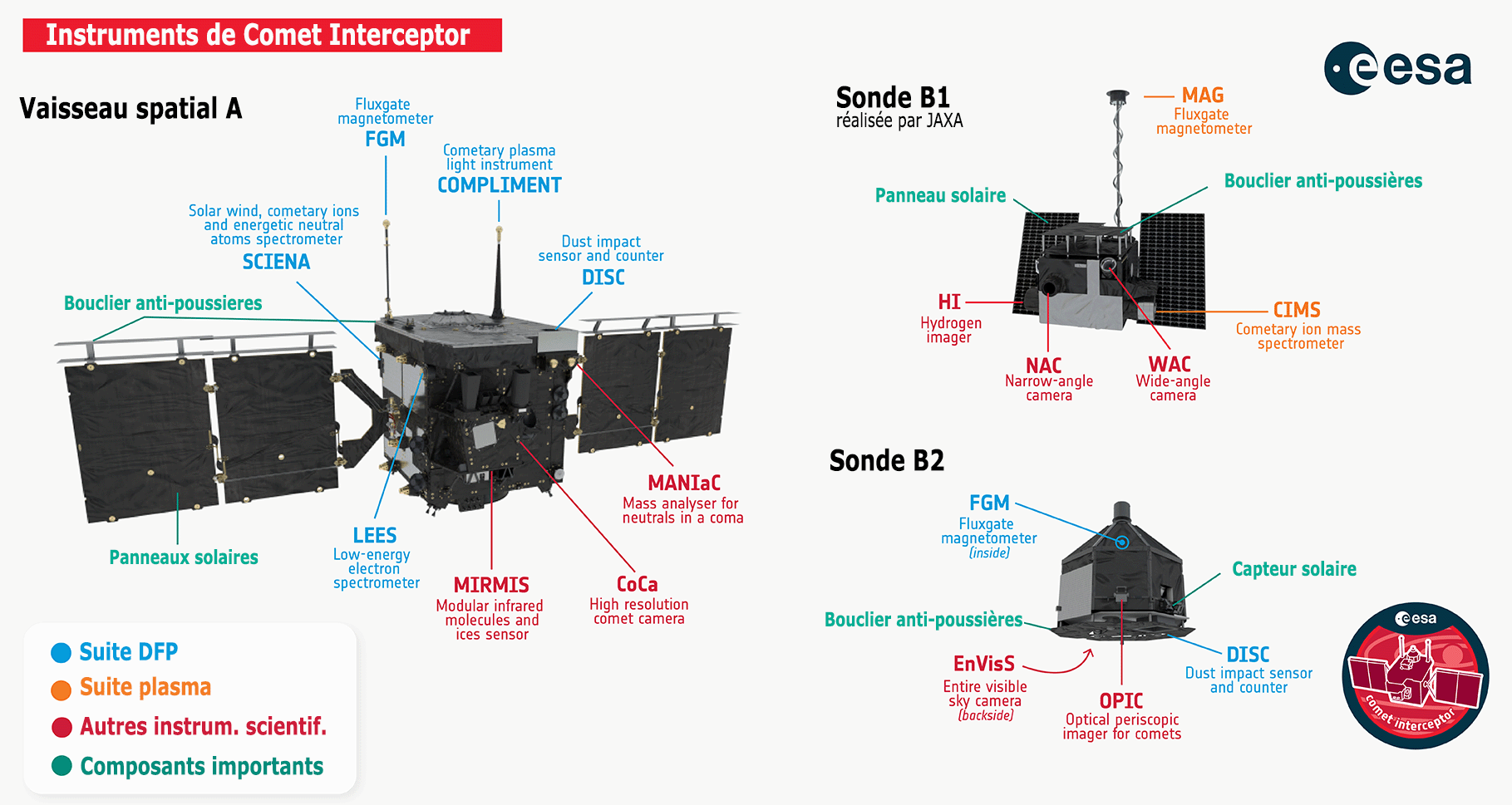
Schéma 4 : Diagramme de la sonde spatiale et position de ses instruments scientifiques.

## Instrumentation scientifique
La charge utile est constituée de 10 instruments répartis entre les trois engins qui forment la sonde spatiale (Schéma 4) : 

### Vaisseau mère (A)

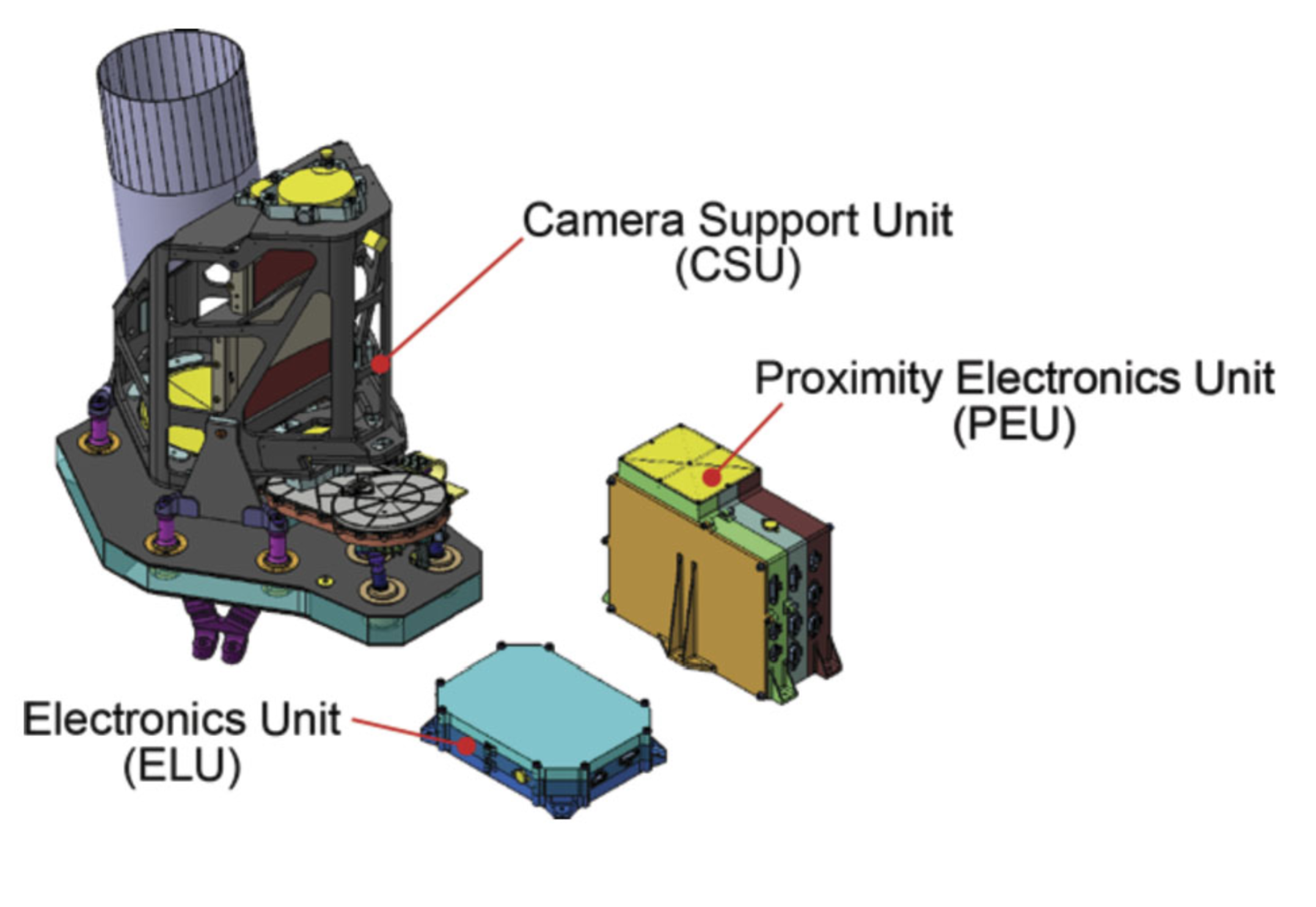
Schéma de l'instrument CoCa.

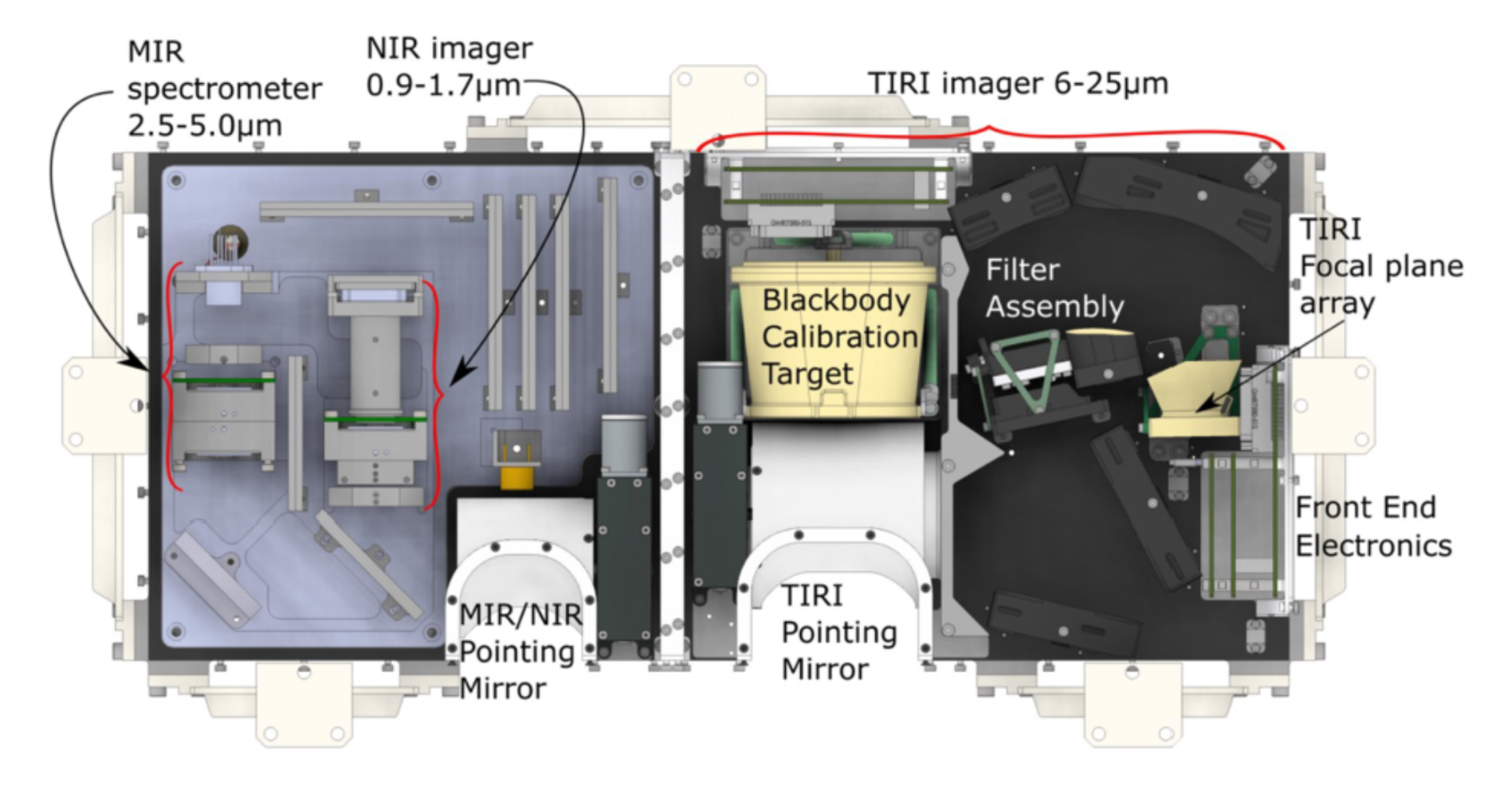
Schéma de l'instrument MIRMIS.

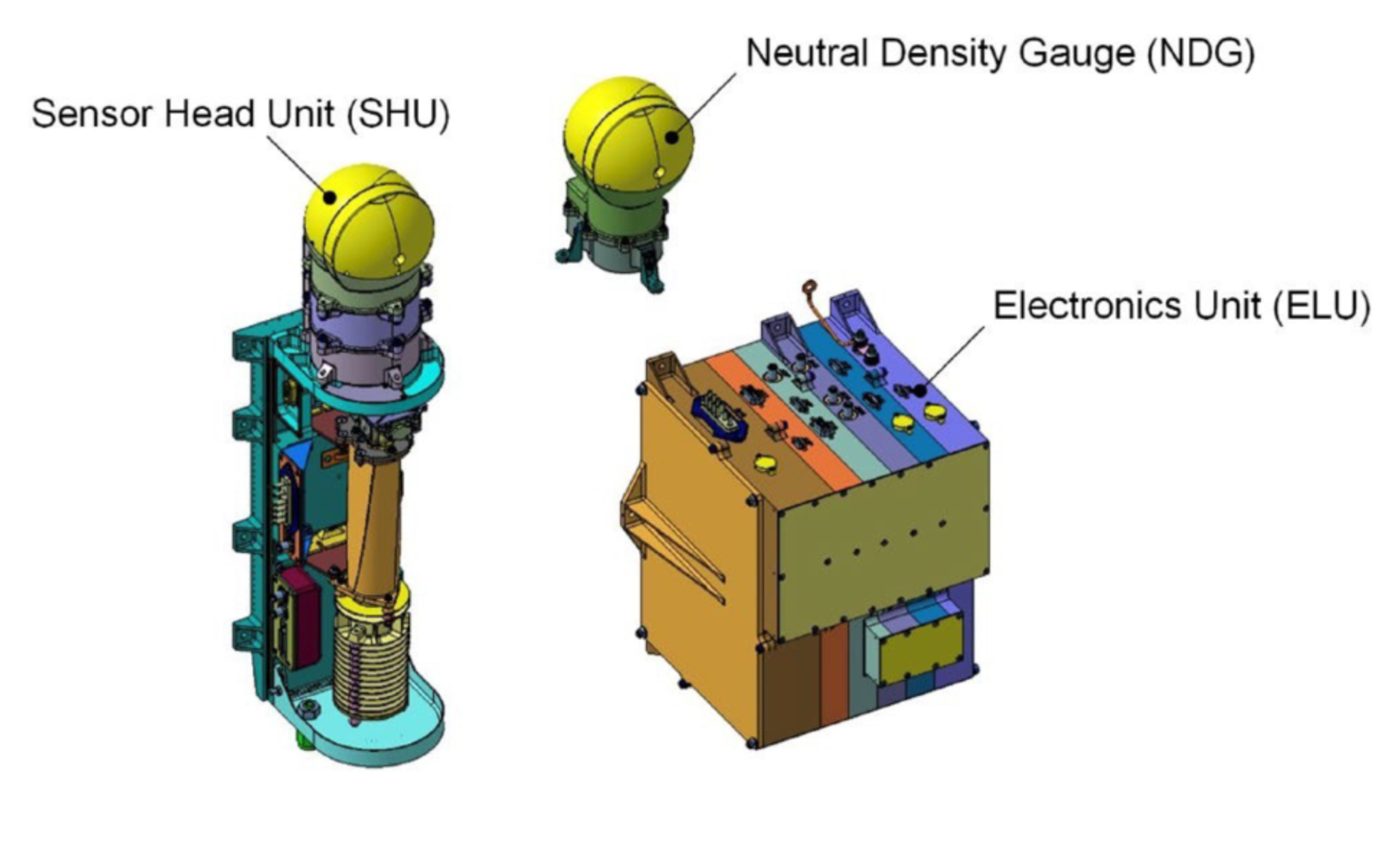
Schéma de l'instrument MANiaC.

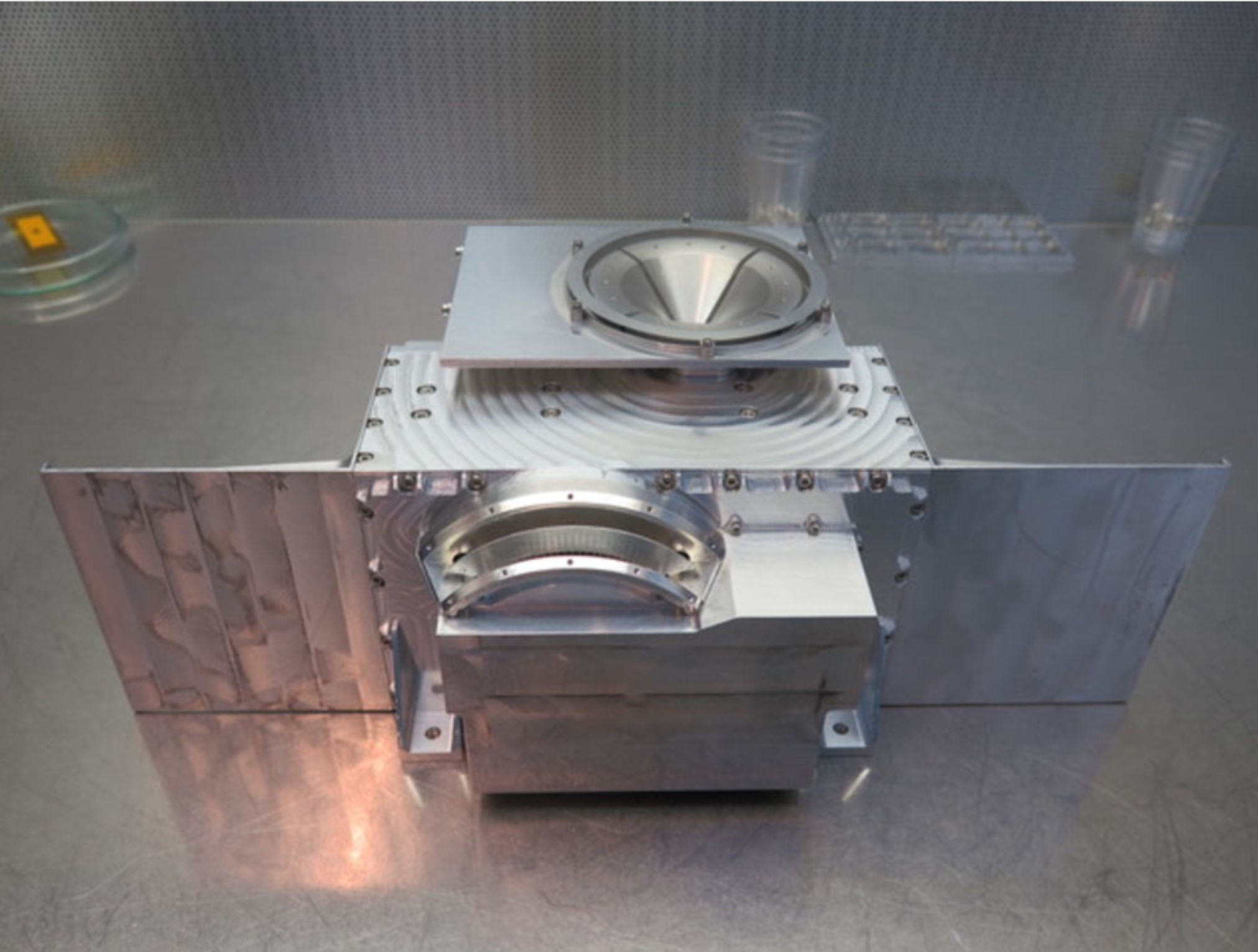
Modèle technologique de l'instrument SCIENA.

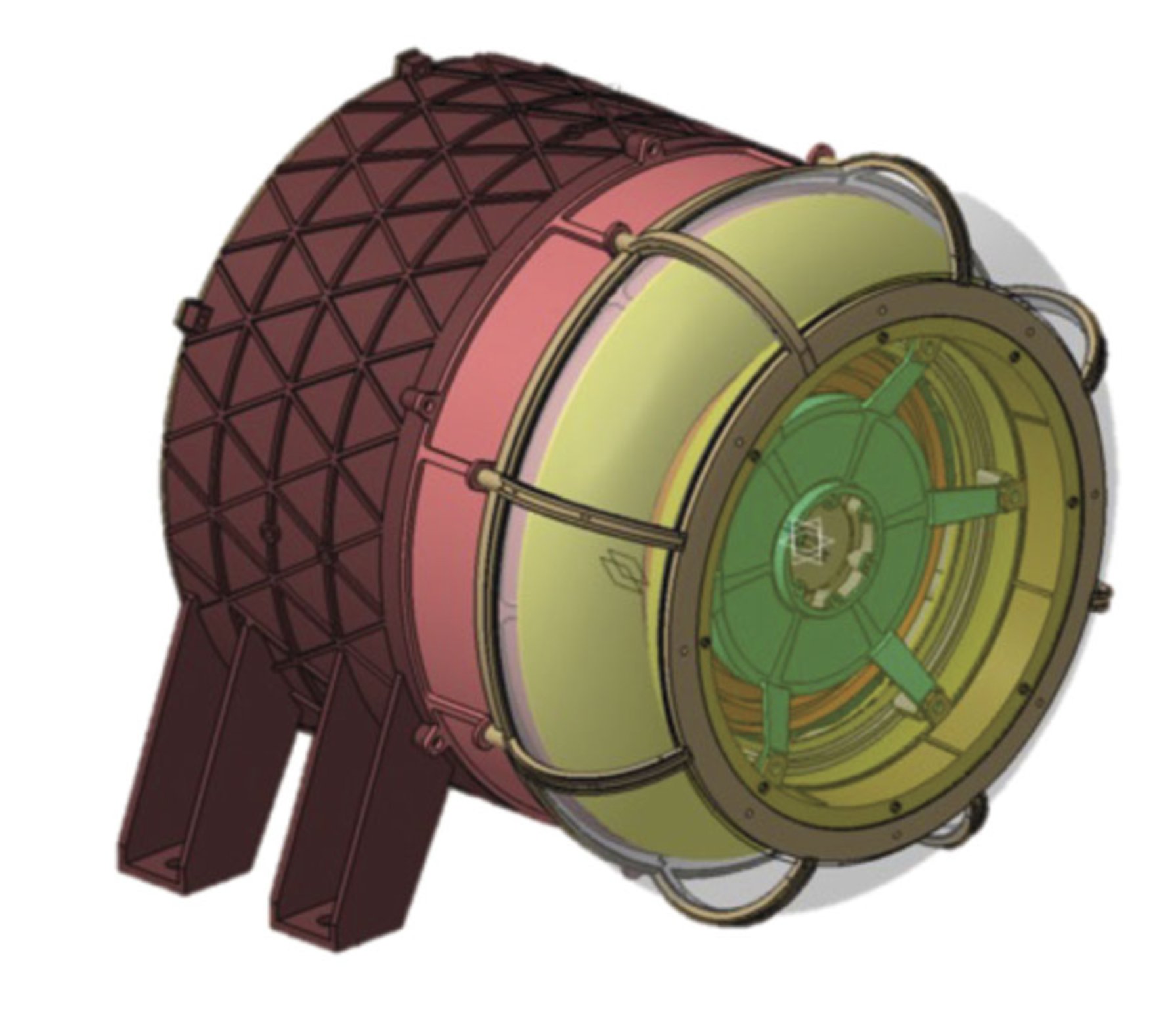
Schéma de l'instrument LEES.

Le vaisseau mère (A) est équipé avec les instruments suivants : 
- La caméra CoCa (Comet Camera) fournira des images du noyau de la comète avec une résolution spatiale élevée (8 mètres lors du passage au plus près à 1000 kilomètres) avec quatre filtres permettant de sélectionner autant de plages de longueurs d'onde. La caméra permet de prendre une image par seconde et l'instrument est conçue pour réaliser plus de 2500 images durant le survol de la comète. L'optique de CoCa est protégée de l'impact des poussières par un miroir (Rotating Mirror Assembly ou RMA). Cet instrument est développé par un consortium dirigé par l'Université de Berne (Suisse) et qui comprend l'établissement d'Adlerhof de l'agence aérospatiale allemande, le laboratoire LAM de Marseille, l'institut astronomique Konkoly Thege Miklos  de Budapest (Hongrie) et leurs partenaires industriels[27].
- Le spectromètre hyperspectral MIRMIS (Multispectral InfraRed Molecular and Ices Sensor) mesure le rayonnement thermique (infraouge compris 0,9 et 25 microns)    dégagé par le noyau et fournit la composition moléculaire des gaz de la queue de la comète. L'instrument comprend trois modules  qui traitent chacun une partie de la bande spectrale : NIR (proche infrarouge 0,9 et 1,7 microns), MIR (infrarouge moyen 2,5 à 5 microns) et TIRI (infrarouge thermique de 6 à 25 microns). Les modules NIR et MIR sont fournis par le Centre de recherche technique de Finlande tandis que le module TIRI est fourni par l'Université d'Oxford (Royaume-Uni) qui assure également l'intégration de l'ensemble de l'instrument. MIRMIS a une masse de 8,8 kilogrammes.
- MANiAC (Mass Analyzer for Neutrals in a Coma), qui comprend un spectromètre de masse à temps de vol et une jauge à gaz neutre, est chargé de mesurer in situ la densité des différents volatiles présents dans la chevelure de la comète : eau, dioxyde de carbone, monoxyde de carbone et éventuelle oxygène. Selon l'activité de dégazage de la comète, d'autres molécules organiques présentes en plus faible quantité pourront être détectées comme des molécules organiques et des isotopes lourds de l'eau. Par ailleurs des informations portant sur la composition des grains de poussière pourront être obtenus si ce type de particule pénètre dans la chambre de l'instrument. L'instrument est développé par un consortium de laboratoires de recherche piloté par l'Université de Berne[28].
- L'instrument DFP (Dust, Field, and Plasma) est une suite instrumentale qui effectuera des mesures in situ fes gaz ionisés, des atomes énergétiques neutres, du champ magnétique et de la poussière entourant la comète. DFP comprend[29] :
  - Le magnétomètre fluxgate FGM-A (Fluxgate Magnetometer on Spacecraft A) fournit une image tridimensionnelle du champ magnétique afin de détecter et de caractériser ses limites et en déterminer sa structure. L'instrument comprend deux capteurs montés sur une perche déployée dans l'espace. FGM dérive des instruments embarqués sur les sondes spatiales Venus Express et Kompsat-2A. Il permet d'effectuer des mesures avec une résolution de 2 picoTesla. L'instrument pèse 1,8 kilogrammes et consomme 1,2 Watts. Le développement de l'instrument est piloté par l'Université technique de Brunswick (Allemagne).
  - SCIENA (Solar wind and Cometary Ions and Energetic Neutral Atoms') est un instrument de mesure des particules énergétiques ionisées ou non produites par le vent solaire et la comète. L'instrument mesure l'énergie, la direction et une estimation de la masse de ces particules. Ces données sont utilisées pour cartographier les flux de plasma dans la magnétosphère de la comète dans le but de déterminer les flux de masse, moment cinétique et énergie et les transferts entre les différentes régions de plasma, d'identifier les limites du plasma telles que l'onde de choc, etc. L'instrument permet de mesurer les ions ayant une énergie comprise entre 10 eV et 14 keV en estimant la masse atomique (de 1 à 32 masse) avec une fréquence de 1 seconde. Pour les particules neutres, il permet de mesurer celles ayant une énergie comprise entre 300 eV et 3 keV  avec une fréquence de 1 seconde à 10 secondes pour l'énergie. Le développement de l'instrument est piloté par l'Institut suédois de physique spatiale (Suède).
  - LEES (Low-Energy Electron Spectrometer) mesure les densités, températures et vitesses des électrons thermiques et suprathermîques dans l’environnement plasmatique local. L'instrument permet de mesurer les particules ayant une énergie comprise entre 1 et 1000 eV avec une résolution énergétique de 0,1. Le développement de l'instrument est piloté par le laboratoire IRAP de Toulouse (France).
  - COMPLIMENT (COMetary Plasma Light InstruMENT) effectue des mesures du champ électrique et des ondes de plasma, des densités des ions et électrons avec une fréquence élevée, des températures des électrons, des flux du rayonnement solaire et des impacts de nanoparticules de poussière dans le but de déterminer la structure et la dynamique de l'environnent de la comète. Il comporte trois capteurs montés sur des perches. Le développement de l'instrument est piloté par le laboratoire LPC2E d'Orléans (France).
  - DISC (Dust Impact Sensor and Counter) est un instrument de mesure in situ qui détermine les caractéristiques des particules de poussière. En particulier il effectue un dénombre des particules de la chevelure et en détermine la masse. DISC  dérive directement de l'instrument GIADA embarqué sur la mission européenne Rosetta. Pour les particules de poussière  dont la masse est comprise entre 10-15 et 10-8 kilogrammes il fournit la quantité de mouvement (qui permet de déduire la masse en tenant compte de la vitesse relative de la sonde spatiale par rapport à la comète) des particules, le nombre de particules, la durée des impacts et la structure du nuage de particules. Pour les particules ayant une masse supérieure à 10-8 kilogramme seul un comptage est effectué. Le développement de l'instrument est piloté par le l'Institut national d'astrophysique (INAF)  (Italie).

### Sous-satellite B1

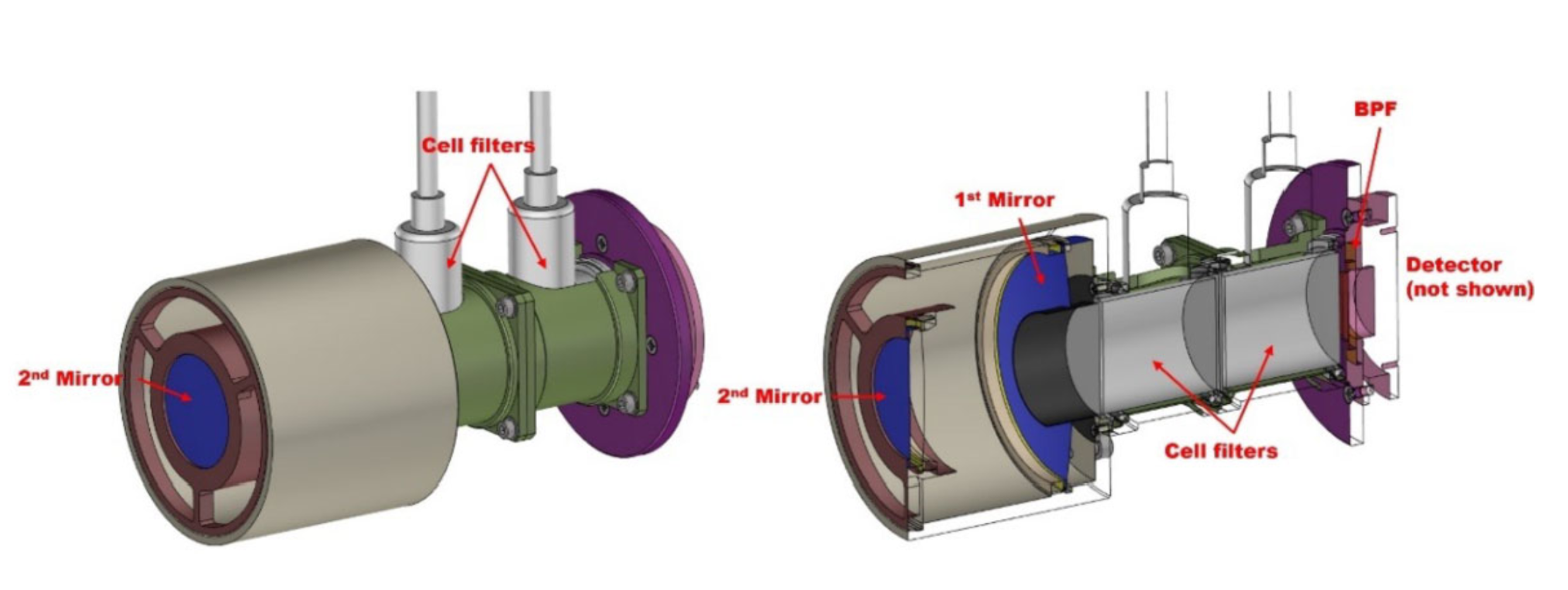
Schéma de l'instrument HI.

Le sous-satellite B1 développé par l'Agence spatiale japonaise est équipé avec les instruments suivants : 
- La caméra ultraviolet HI (Hydrogen Imager) réalise détermine la distribution du nuage d'hydrogène qui entoure la comète  en réalisant une image dans la fréquence Lyman-alpha de 121,6 naomètres. Le champ de vue est de 4 x 4 degrés et la résolution spatiale est comprise entre 0,02 et 0,1 degrés. Ces données permettent d'estimer le volume d'eau éjecté par la comète et ses variations spatiales. La caméra est fournie par l'Université de Tokyo[30].
- PS (Plasma Suite) est une suite instrumentale permettant de collecter des données sur les gaz ionisés et le champ magnétique autour de la comète. Il comprend deux instruments dont le développement est piloté par les universités de Tokyo et de Kyoto[31] :
  - Un spectromètre de masse mesurant l'énergie, la direction et la masse des particules des ions. Il permet de mesurer l'énergie d'une particule comprise entre 10 eV et 20 keV avec une précision de 10%, sa masse avec une précision de 3% et son champ de vue est de 180 degrés.
  - Un magnétomètre fluxgate 3 axes dont le capteur est fixé à l'extrémité d'une perche déployée dans l'espace. Cet instrument dérive de celui développé pour la sonde spatiale MMX. Sa précision de 1 nanoTesla (pour une intensité de 512 nanoTesla et de déterminer le vecteur du champ avec une précision inférieure de 5 degrés.
- La caméra grand angle WAC (Wide Angle Camera) d'une longueur focale de 8,6 millimètres et une caméra avec téléobjectif NAC (Narrow Angle Camera) d'une longueur focale de 300 millimètres prend des images du noyau durant le survol rapproché de la comète en lumière visible (0,4-7,5 microns). WAC a un champ de vue de 90 x 90 degrés et son détecteur CMOS comporte 2048 x 2048 pixels. Sa résolution spatiale est de 0,77 milliradians. NAC a un champ de vue de 3,5 x 2,6  degrés et son détecteur CCD comporte 3296 x 2472 pixels. Sa résolution spatiale est de 0,018 milliradians. NAC pèse 4 kilogrammes et WAC 1 kilogrammes. Le développement est piloté par les agences spatiales japonaises ISAS et JAXA.

### Sous-satellite B2

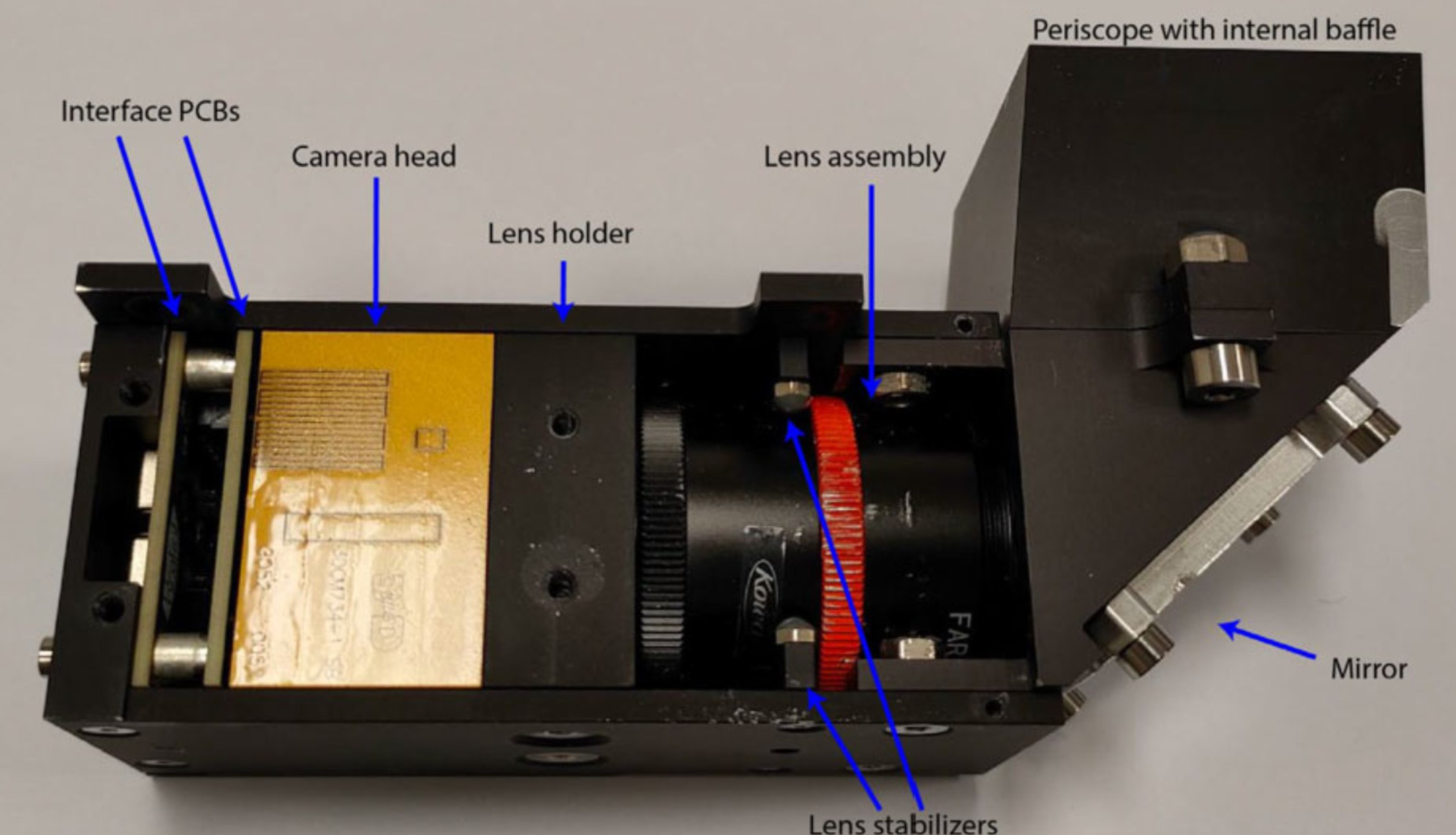
Modèle de vol de l'instrument OPIC.

Le sous-satellite B2 est équipé avec les instruments suivants : 
- La caméra EnVisS (Entire Visible Sky coma mapper) cartographie l'espace autour de la tête de la comète et dans les parties rapprochées de la queue pour identifier les structures changeantes  au sein de la poussière, des gaz neutres et des gaz ionisés. La caméra, qui effectue ses observations dans la bande spectrale allant de 550 à 880 nanomètres, acquiert grâce à la rotation de la sonde et un champ de vue de 180° de large une image de l'ensemble du ciel autour de la sonde spatiale. Trois images sont prises simultanément grace à trois filtres : un filtre non polarisé et deux filtres avec une polarisation de 45 degrés. L'instrument effectuera des mesures de l'intensité, du degré de polarisation linéaire, de l'angle de polarisation de la lumière diffusée par les particules de poussière. La résolution minimum est de 0,1 degrés. Les responsables scientifiques de l'instrument font partie de l'Institut de photonique et de nanotechnologie de Padoue (Italie) et de l'Institut d'astrophysique d'Andalousie (Espagne)[32].
- La caméra OPIC (Optical Imager for Comets) cartographie le noyau et les jets de poussière dans différents longueurs d'onde en lumière visible et infrarouge. Le champ de vue est de 18,2 x 18,2 degrés. Le détecteur comporte 2048 x 2048 pixels. Le développement de l'instrument est piloté par l’Université de Tartu (Estonie)[33].
- L'instrument DFP est similaire à l'instrument du même nom emporté par la plateforme A. Il comprend : 
  - Le détecteur de particules de poussière DISC ( Dust Impact Sensor and Counter).
  - Le magnétomètre fluxgate FGM-B2 (Fluxgate Magnetometer on Spacecraft B2).

Caméra OPIC installée sur le sous-satellite B2
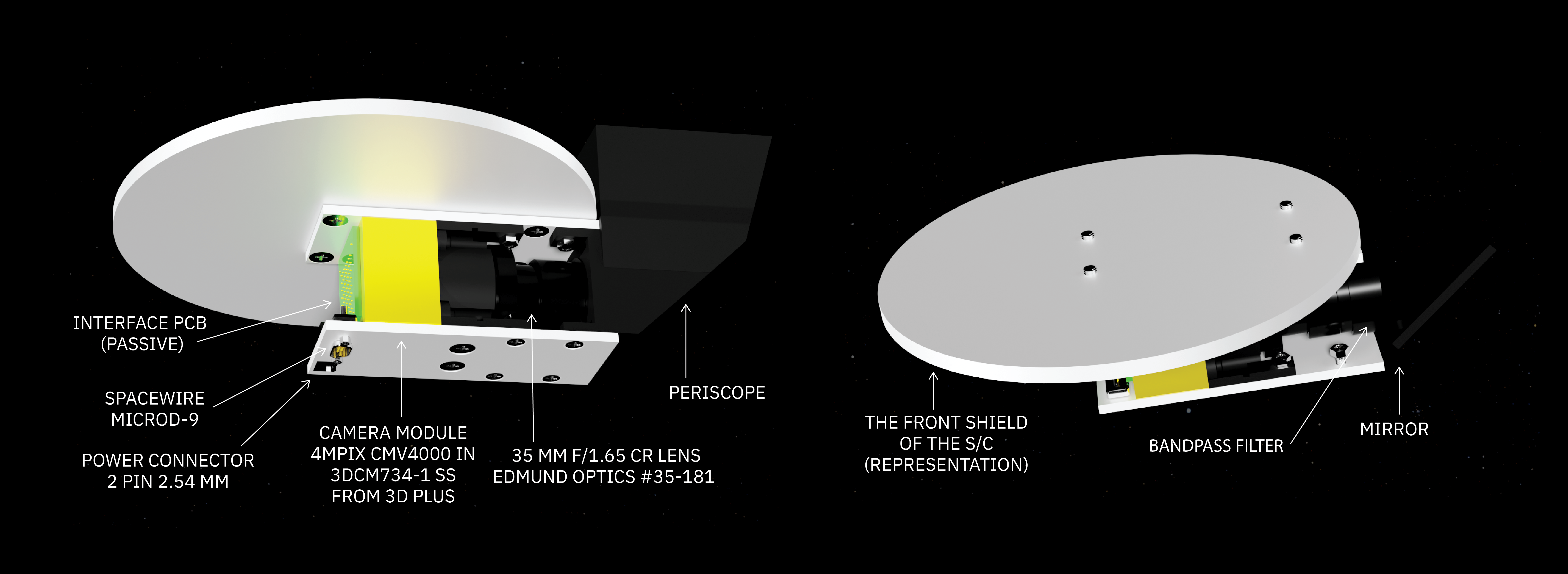
Schéma de l'instrument.
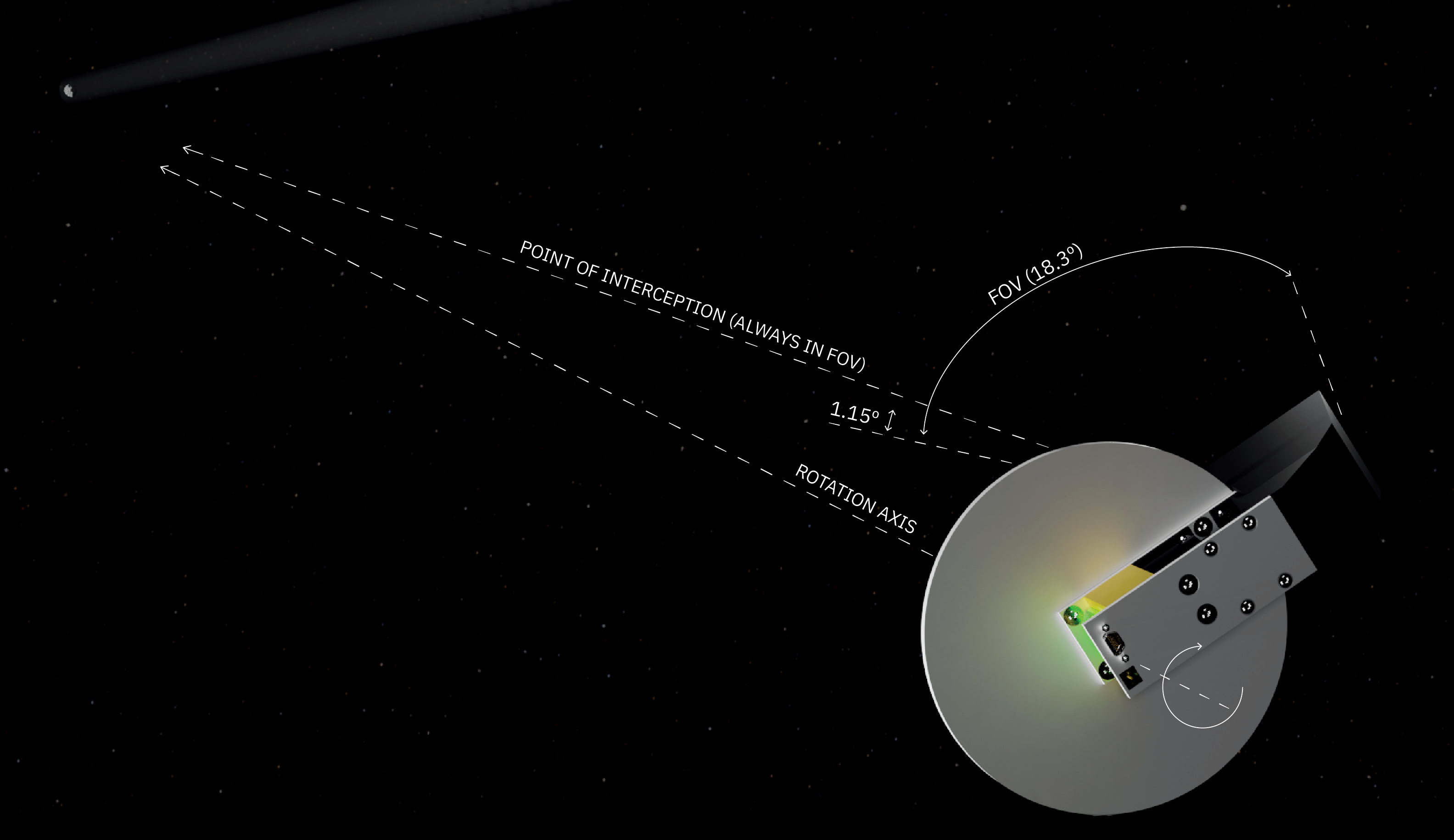
Fonctionnement de l'instrument.

## Déroulement de la mission

### Lancement et positionnement au point de Lagrange L2
La sonde spatiale Comet Interceptor doit être lancé vers 2029 par une fusée Ariane 62 dont il ne constituera qu'une charge utile secondaire. La charge utile principale de ce lanceur est le télescope spatial européen ARIEL  dont la mission est d'étudier l'atmosphère des exoplanètes. Les deux engins spatiaux seront placés au point de Lagrange L2 situés à  1,5 million de kilomètres à l'opposé du Soleil par rapport à la Terre. La sonde spatiale Comet Interceptor arrivera dans cette position avant que sa cible ne soit connue et elle se mettra en attente de sa découverte par les instruments terrestres.

### Survol de la comète

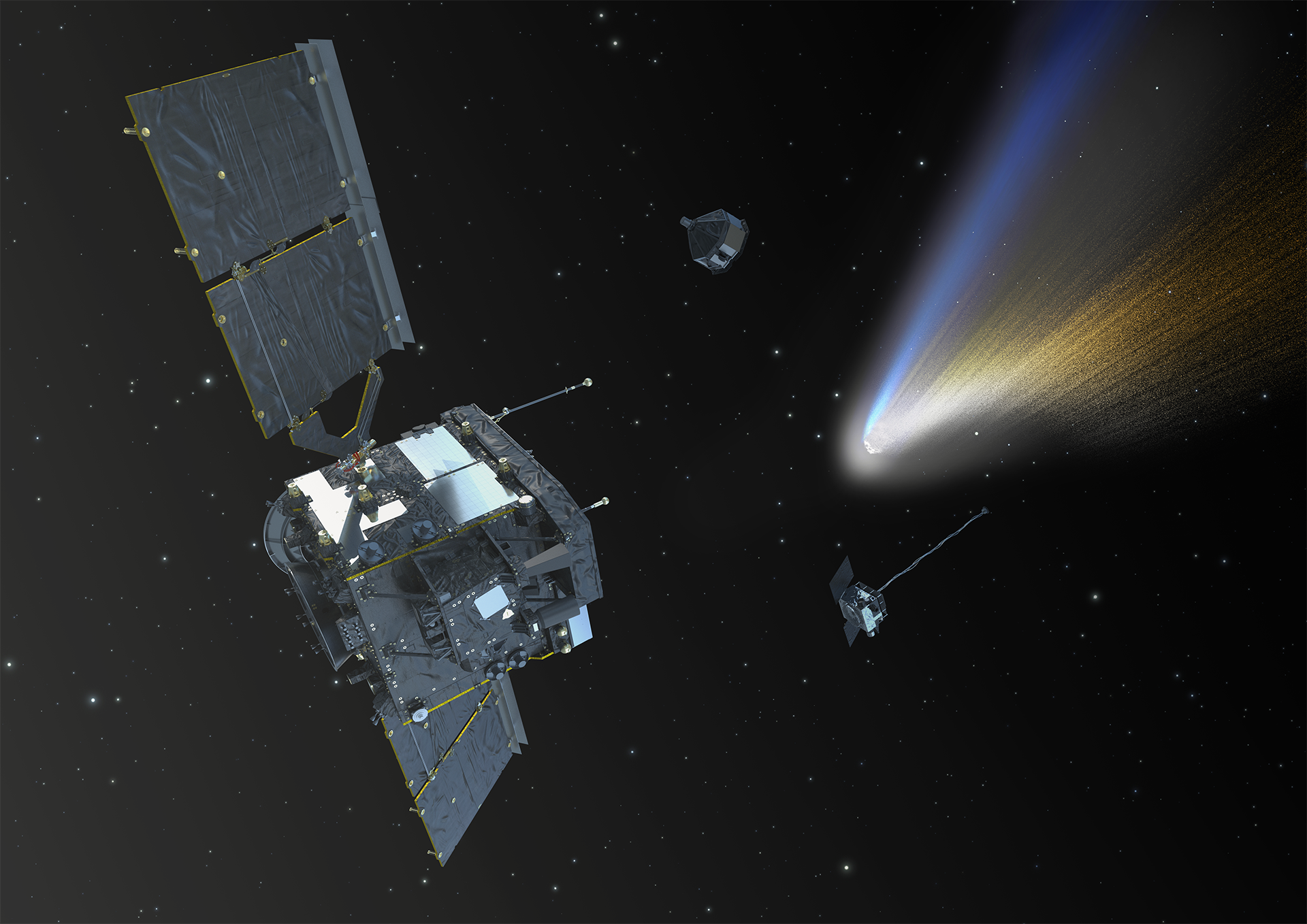
Vue d'artiste de l'interception de la comète par la sonde spatiale.

Le survol de la comète par la sonde spatiale Comet Interceptor aura lieu entre 1 et 5,5 années après le lancement soit entre 2030 et 2035. Les six mois postérieurs au survol sont consacrés d'abord à des observations postérieures au survol et au transfert vers la Terre des données collectées durant le survol.